# Santamartabloemkroonkolibrie
De santamartabloemkroonkolibrie (Anthocephala floriceps) is een vogel uit de familie Trochilidae (kolibries).

## Verspreiding en leefgebied
Deze soort is endemisch in Colombia en komt voor in het Santa Martagebergte (noordoostelijk Colombia).

## Status
De grootte van de populatie is in 2019 geschat op 500-2500 volwassen vogels en dit aantal gaat achteruit. Op de Rode lijst van de IUCN heeft deze soort de status kwetsbaar.  